# Брескаленко Геннадій Семенович
Геннадій Семенович Брескаленко (12 червня 1968, Київ) — український дипломат. Радник з консульських питань Посольства України в Росії. Радник-посланнику Посольства України в Державі Ізраїль. Надзвичайний і Повноважний Посланник другого класу (2023).

## Біографія
Народився 12 червня 1968 року в Києві.
Працював другим секретарем Посольства України в Республіці Білорусь.
Був начальником відділу Договірно-правового департаменту Міністерства закордонних справ України.
Очолював українську делегацію Спільної українсько-молдовської демаркаційної комісії.
Радник з консульських питань Посольства України в Росії.
16.07.2014 року Геннадій Брескаленко з 9 спроби, домігся зустрічі з полоненою Надією Савченко, яка перебувала в російському полоні в місті Вороніж. Савченко повідомила консула, що терористи відвезли її у Луганськ, а звідти з мішком на голові перевезли до Красного Луча. Вже звідти доправили до міста Богучар Воронезької області Росії.
01.03.2015 року Геннадій Брескаленко зустрівся зі свідком вбивства Бориса Нємцова — українкою Ганною Дурицькою.

## Сім'я
- Син — Брескаленко Богдан Геннадійович, третій секретар з консульських питань Посольства України в Перу.